# Wagneriopteris nipponica
Wagneriopteris nipponica là một loài thực vật có mạch trong họ Thelypteridaceae. Loài này được (Franch. & Sav.) Á. Löve & D. Löve miêu tả khoa học đầu tiên năm 1977.